# Mexicana-vlucht 940
Mexicana-vlucht 940 was een lijnvlucht van Mexicana Airlines van Mexico-Stad - Puerto Vallarta - Mazatlán naar Los Angeles.
Op 31 maart 1986 stortte het vliegtuig waarmee de vlucht uitgevoerd werd, een Boeing 727-264 met vliegtuigregistratienummer "XA-MEN", neer.
Tijdens de start van het vliegtuig raakte een rem van het linker landingsgestel oververhit. Hierdoor liep de luchtdruk in een van de hoofdwielen te hoog op, waarop de band klapte. Het landingsmechanisme was op dat moment reeds ingeklapt, waardoor er grote schade ontstond aan het vliegtuig. De klapband beschadigde de hydraulica en enkele elektrische systemen. De bemanning wist de luchtverkeersleiding te waarschuwen. Het vliegtuig stortte neer bij het plaatsje Maravatio, ten noordwesten van Mexico-Stad.
Door de crash kwamen alle 167 inzittenden om het leven; 159 passagiers en 8 bemanningsleden. Het was daarmee de dodelijkste vliegtuigcrash in de Mexicaanse geschiedenis.